# Liste der Hallenkirchen in der Slowakei

▶ Liste(n) der Hallenkirchen – Übersicht
Mehrere der Hallenkirchen in der Slowakei sind die größte Kirche der jeweiligen Stadt.
In anderen Städten ist die größte Kirche eine Basilika oder aber ein Abseitensaal.

## Liste
Anzahl: 8
| Ort        | Kirche                                                                 | Anmerkungen                                                                                                   | Fotos | Fotos                        |
| ---------- | ---------------------------------------------------------------------- | --- | ----- | ---------------------------- |
| Bratislava | Martinsdom                                                             | im 13. Jh. begonnen, 1452 geweiht, danach Anfügung der Seitenschiffe                                          |       |                              |
| Kežmarok   | Bazilika Povýšenia svätého Kríža (Kreuzerhöhung) (CC)                  | 1444–1498; Vorgänger 1. Hälfte 14. Jh.                                                                        |       |                              |
| Poprad     | Konkatedrála Sedembolestnej Panny Márie (Sieben Schmerzen Mariens)(CC) | 1939–1942, „Reformarchitektur“, neoklassizistisch bis modern, Kolonnaden mit Architravbalken                  |       |                              |
| Prešov     | Dóm sv. Mikuláša (Dom St. Nikolaus) (CC)                               | 1503–1515 (Vorgänger 1230 und 1347), gotisch                                                                  |       |                              |
| Rožňava    | Katedrála Nanebovzatia Panny Márie (Mariä-Himmelfahrts-Kathedrale)     | Kern Anf. 14. Jh., spätgotischer Umbau um 1500, 1776–1779 barockisiert                                        |       | Gotická cesta mit Hallenfoto |
| Trenčín    | Narodenia Panny Márie (Mariä Geburt) (CC)                              | Kern 14. Jh., stark barockisiert                                                                              |       |                              |
| Trnava     | Najsvätejšej Trojice Hl. Dreifaltigkeit (CC)                           | 1712–1729, barocke Abseitenkirche mit basilikalem Querschnitt; nördliche Seitenkapelle Halle von 2 × 3 Jochen |       |                              |
| Žilina     | Katedrála Najsvätejšej Trojice (Dreifaltigkeit)                        | Anfänge 13. Jh., Hallenkirche 16. Jh., dreischiffig, gotisch, barockisiert                                    |       | Video mit Innenansichten     |